# Försterdreieck

Schematische Darstellung des Verfahrens

Das Försterdreieck ist ein einfaches Hilfsmittel zur Höhenbestimmung von senkrecht stehenden Objekten wie Bäumen, Türmen oder Masten.
Wenn dabei ein rechtwinklig-gleichschenkliges Dreieck verwendet wird, entspricht die Methode einer Variante der Stockpeilung.

## Anwendung
Der Standort wird so gewählt, dass der Beobachter über die Hypotenuse des rechtwinkligen Dreiecks die Objektspitze anpeilen kann, wenn das Dreieck so gehalten wird, dass eine Kathete genau waagerecht und die andere genau senkrecht steht (siehe Bild). Danach wird die Entfernung zum Objekt gemessen (etwa mit Maßband oder durch Abschreiten). Aus der Entfernung und den beiden Katheten des Dreiecks kann mithilfe des Strahlensatzes dann die Höhe des Objekts berechnet werden:
{\displaystyle {\text{Höhe}}={\text{Entfernung}}\cdot {\frac {\text{senkrechte Kathete}}{\text{waagerechte Kathete}}}+{\text{Augenhöhe}}}
Beim rechtwinklig-gleichschenkligen Dreieck (beide Katheten sind gleich lang) hat der Bruch den Wert Eins, so dass einfach gilt:
{\displaystyle {\text{Höhe}}={\text{Entfernung}}+{\text{Augenhöhe}}}